# Archiv für Buchgewerbe und Gebrauchsgraphik
Das Archiv für Buchgewerbe und Gebrauchsgraphik war eine Fachzeitschrift zu den Themen Buchkunst und Gebrauchsgrafik. Das laut ihrem Untertitel von Alexander Waldow begründete Blatt erschien in 22 Jahrgängen im Zeitraum von 1922 bis 1943 in Leipzig im Verlag des Deutschen Buchgewerbevereins. Das Periodikum war Nachfolger der Zeitschrift Archiv für Buchgewerbe und Graphik, von der es auch die Jahrgangszählung übernahm (59. Jahrgang 1922 bis 80. Jahrgang 1943).
1924 war der Zusatz „Sonderheft Deutsche Pressen- und bibliophile Reihendrucke“ vermerkt. Archives for printing, book-craft, and commercial art war teilweise der englischsprachige Parallelsachtitel.
Während des Zweiten Weltkriegs kam 1943 bis 1944 die Kriegsgemeinschaftsausgabe Deutsches Buchgewerbe heraus.
Dem Blatt waren verschiedene Beilagen hinzugefügt, so Die Letter und Die Meisterschule, die Mitteilungen des Bundes Deutscher Gebrauchsgraphiker, der Titel Württembergische Staatliche Kunstgewerbeschule Stuttgart. Graphische Abteilung: Technische Mitteilungen sowie die Beilage Deutsches Buchgewerbe.
Nachfolgerin der Zeitschrift wurde das Archiv für Druck und Papier.